# ドバデネ

ドバデネ村にチューネン圏のモデルを適用： 中央の黒点を集落とすると、1（白）は菜園・保護樹、2（緑）は1、2年の休閑農地、3（黄）は4年以上の休閑農地、4（赤）は10年以上の休閑農地、さらに外側の濃緑は、熱帯サバナを示す。

ドバデネ（Dobadéné）は、チャド共和国マンドゥル州バール・サラ県にある村。西アフリカのサバナ地帯、北緯8度22分50秒東経17度30分35秒に位置する。チャドの首都・ンジャメナから306.97km離れている。通貨はCFAフラン。
1963年7月から1964年2月にかけてアルフレッド・アドラー（Alfred Adler）が調査に入った時点での人口はおよそ2,300人であった。

## 村の土地利用
ドバデネ村では、集落を中心とした同心円状の土地利用が見られる。集落の外側には菜園や保護樹が広がり、その外側には耕作と休閑を繰り返す農地が展開する。集落に最も近い農地の休閑の期間は1、2年であるが、集落から遠くなるにつれて、4年以上、10年以上と休閑の期間が長くなり、粗放的になる。更に外側に行くと、農業は行われず、熱帯サバナが広がる。